# Campyloderes macquariae
Campyloderes macquariae är en djurart som tillhör fylumet pansarmaskar, och som beskrevs av Johnston 1938. Campyloderes macquariae ingår i släktet Campyloderes och familjen Centroderidae. Arten är reproducerande i Sverige. Inga underarter finns listade i Catalogue of Life.